# Klepps kommun
Klepps kommun (norska: Klepp kommune) är en kommun i landskapet Jæren i Rogaland fylke i sydvästra Norge. Kommunens centralort är orten Kleppe, som utgör en del av tätorten Kleppe/Verdalen. Klepp är den näst största jordbrukskommunen i fylket.

## Administrativ historik
Klepps kommun upprättades den 1 januari 1838 (som Klep formannskapsdistrikt) när Formannskapslovene från 1837 trädde i kraft. Kommunens gränser har förblivit oförändrade sedan dess.

## Tätorter
I Klepps kommun finns fyra tätorter:
- Bryne (del av)
- Kleppe/Verdalen (omfattar centralorten Kleppe)
- Kvernaland (del av)
- Pollestad

## Socknar
Inom Norska kyrkan är Klepps kommun indelad i fyra socknar:
- Bore socken
- Frøyland og Orstads socken
- Klepps socken
- Orre socken

Socknarna ingår i Jærens prosteri i Stavangers stift.

## Bilder

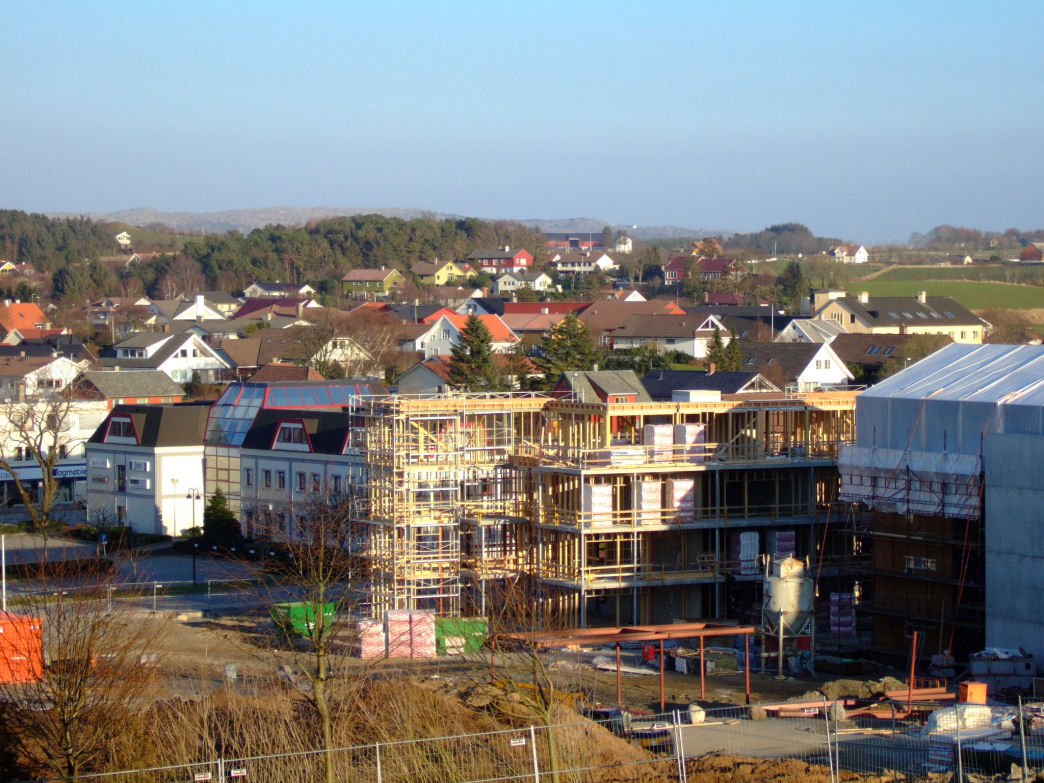
Klepp.
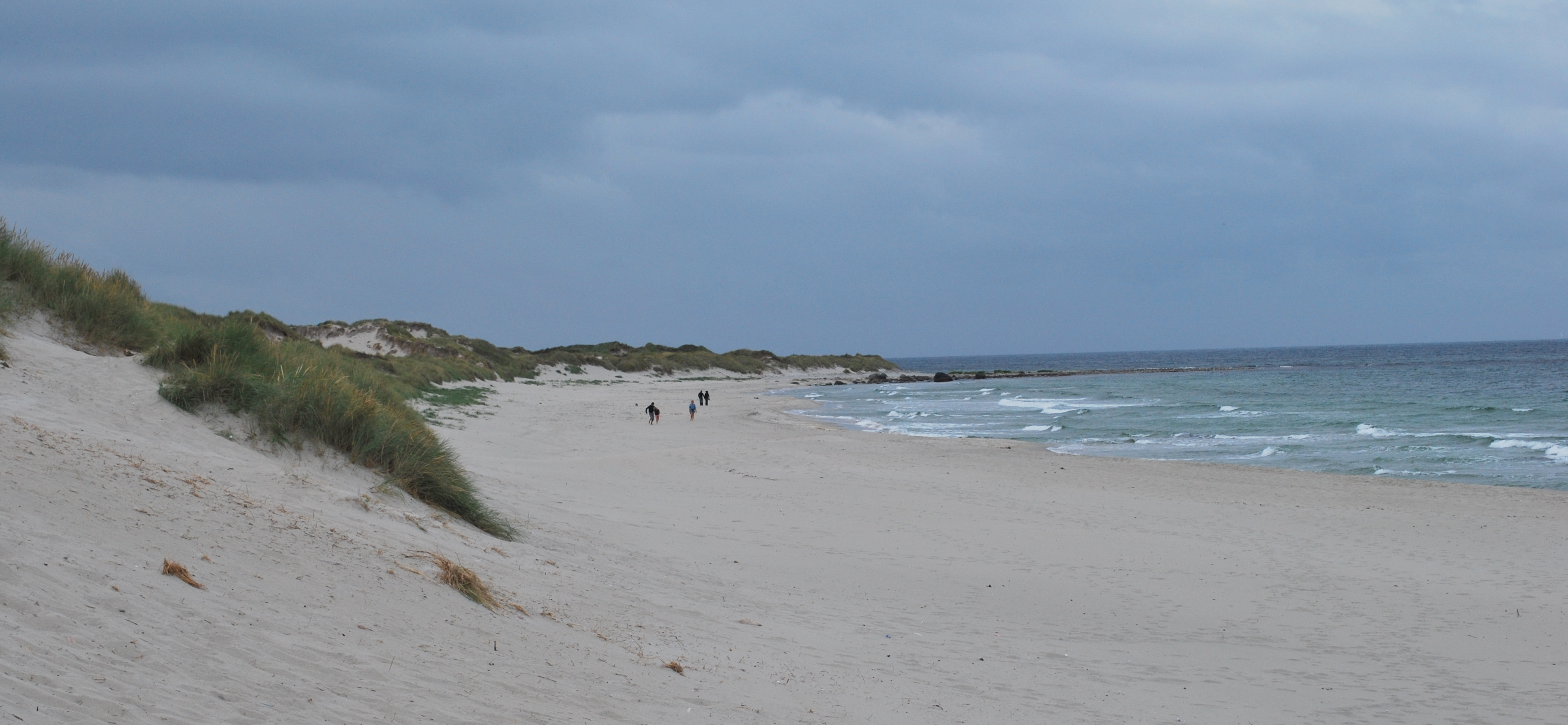
Orrestranda.